# Uppgårdstjärnen, Hälsingland
Uppgårdstjärnen är en sjö i Nordanstigs kommun i Hälsingland och ingår i Gnarpsåns huvudavrinningsområde. Sjön har en area på 0,0763 kvadratkilometer och ligger 111,5 meter över havet.

## Delavrinningsområde
Uppgårdstjärnen ingår i det delavrinningsområde (688394-157074) som SMHI kallar för Ovan Grängsjöån. Medelhöjden är 109 meter över havet och ytan är 6,65 kvadratkilometer. Räknas de 8 avrinningsområdena uppströms in blir den ackumulerade arean 93,1 kvadratkilometer. Avrinningsområdets utflöde Gnarpsån (Annån) mynnar i havet. Avrinningsområdet består mestadels av skog (65 procent) och jordbruk (14 procent). Avrinningsområdet har 0,21 kvadratkilometer vattenytor vilket ger det en sjöprocent på 3,1 procent.